# Wiprecht von Rosenbach

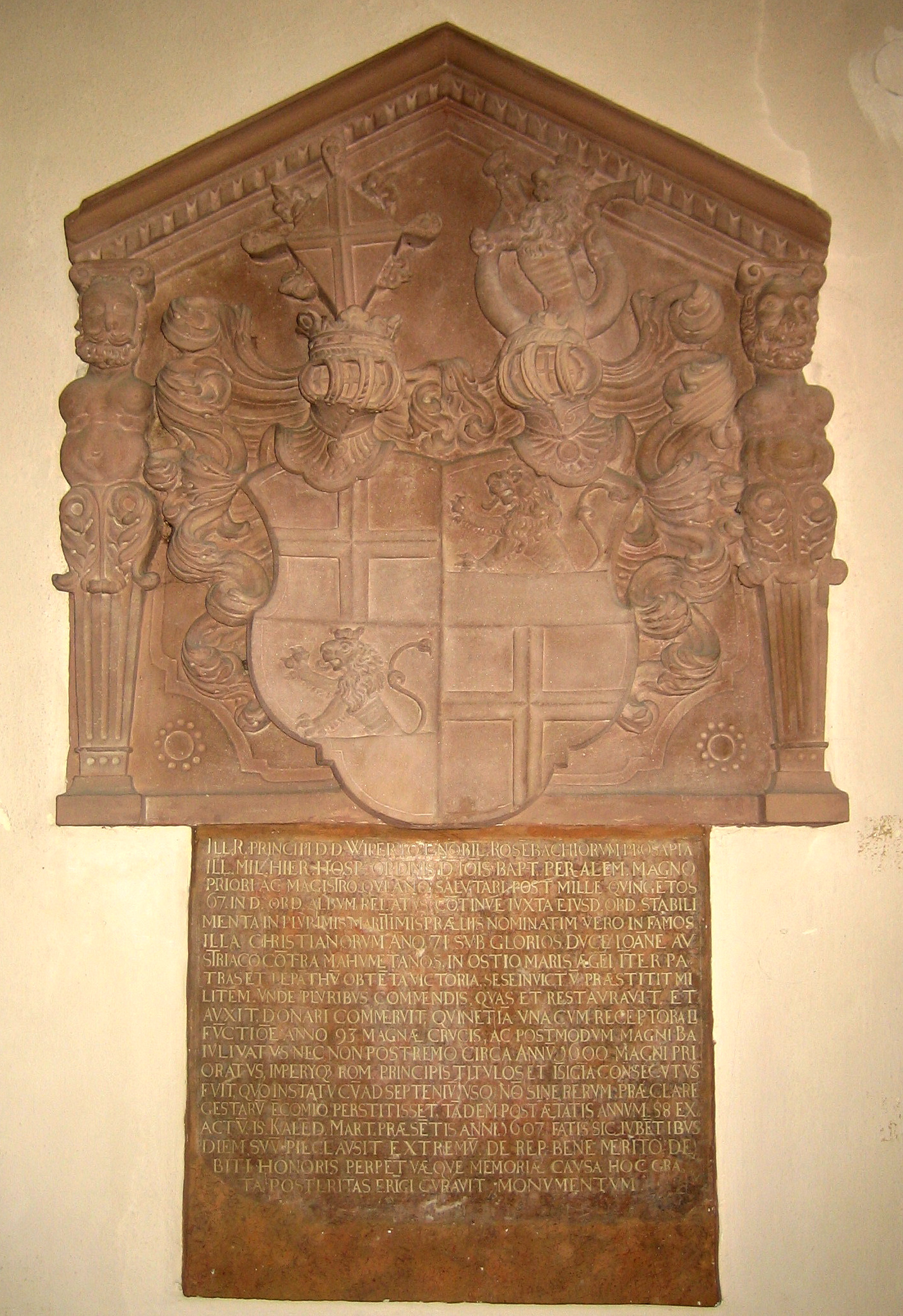
Epitaph des deutschen Johanniter Großpriors Wiprecht von Rosenbach in der Kirche von Heitersheim.

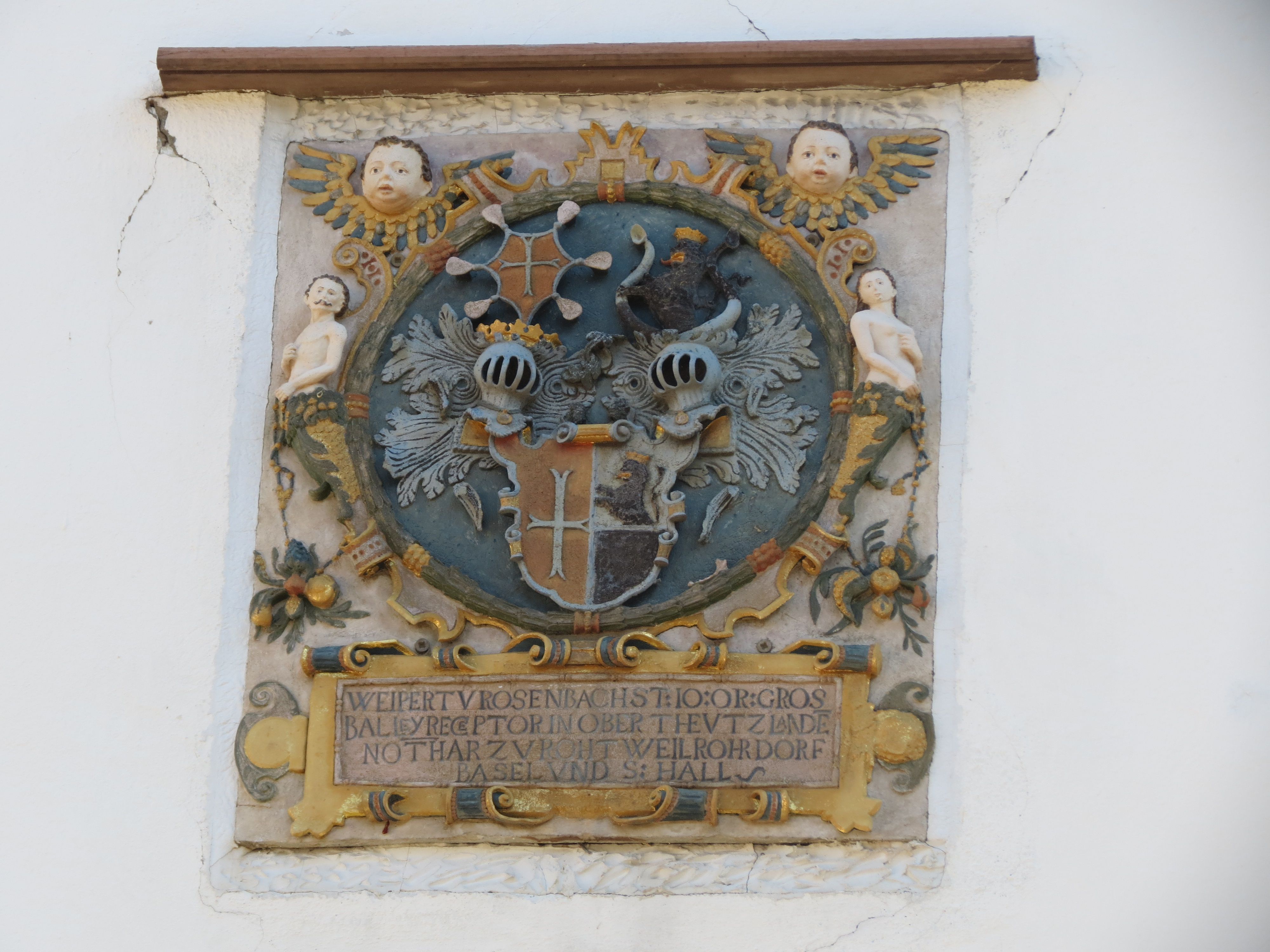
Wappen des Wiprecht von Rosenbach über dem Eingang der ehemaligen Komturei (heute Rathaus) in Rohrdorf bei Calw; um 1600

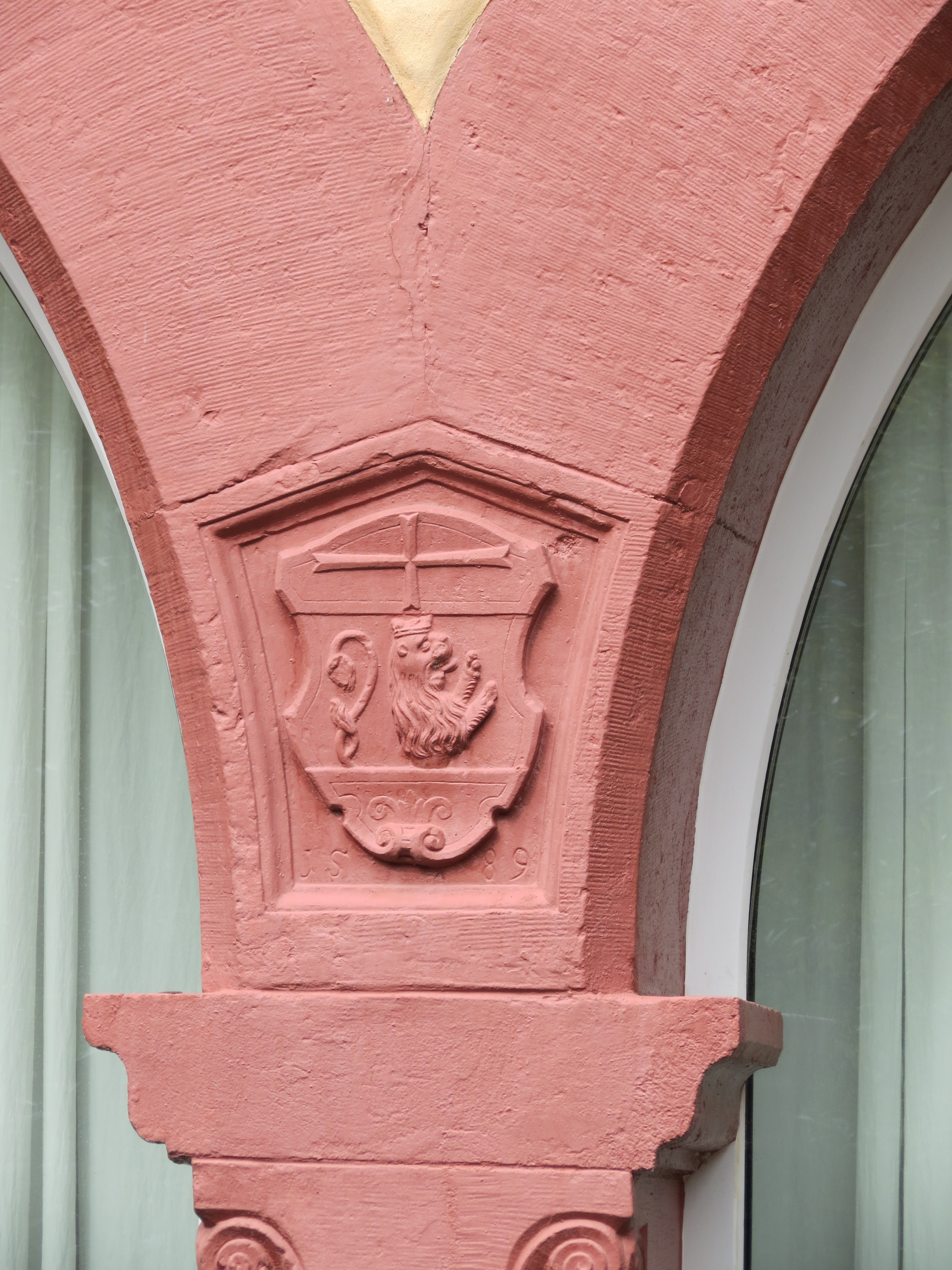
Türsturz von 1589 am Kommendegebäude in Rheinfelden AG

Wiprecht von Rosenbach (* 1549; † 15. Februar 1607 in Heitersheim) war von 1599 bis 1601 Großbailli des Johanniterordens. Er war anschließenden von 1601 bis 1607 Großprior von Deutschland des Johanniterordens und Reichsfürst von Heitersheim.

## Leben und Karriere
Wiprecht von Rosenbach wurde 1549 als Sohn des Konrad von Rosenbach zu Lindheim und der Agnes von Buches zu Staden geboren. Der Stammsitz derer von Rosenbach war die Burg Rosenbach, im Weiler Rosenbach bei Hainstadt, das im Mittelalter zur Grafschaft Wertheim in der Herrschaft Breuberg gehörte. Das Geschlecht war auch in der Grafschaft Erbach begütert.
Am 18. August 1567 trat er in Malta in den Johanniterorden ein und leistete anschließend wahrscheinlich die nach den Statuten geforderten Dienste auf Malta. Am 7. Oktober 1571 kämpfte er auf den Ordensgaleeren gegen die osmanische Flotte. Die Schlacht von Lepanto endete zwar mit einem großen Sieg der Heiligen Liga, die an der Schlacht beteiligten Seestreitkräfte des Johanniterordens mussten jedoch schwere Verluste hinnehmen. So wurde das Flaggschiff der Johanniter Santa Maria della Vittoria von den Osmanen geentert, und der Oberbefehlshaber Pietro Giustiani und viele weitere Ritter des Johanniterordens getötet, darunter der deutsche Großbailli Ludwig Joachim Sparr von Trampe in Brandenburg. 1573 wurde Wiprecht von Rosenbach Administrator der Kommende Freiburg im Üechtland, ein Amt, das er bis 1576 innehatte. 1577 wurde er Kommendator der Kommenden in Basel und Rheinfelden, die er bis 1600 innehatte sowie im selben Jahr auch Kommendator der Kommenden Hohenrain und Reiden, denen er bis 1594 vorstand. Am 21. Juni 1591 wurde er Stellvertreter des Großbailli und erhielt dazu die Kommenden Rohrdorf und Dätzinngen (1592 bis 1600). Vom 25. Mai 1594 bis 20. August 1598 hatte er auch den Titel eines Priors von Dacia inne. Dazu erhielt er die Kommende Schwäbisch Hall (mit Sitz in Affaltrach). Am 8. Oktober 1599 wurde er zum Großbailli ernannt. Für die Jahre 1600 und 1601 ist er noch als Kommendator der Johanniterkommende Rottweil belegt. Schließlich wurde Wiprecht von Rosenbach am 31. März 1601 zum Großprior des Johanniterordens in Deutschland ernannt. Er wurde damit auch Kommendator von Bubikon. Er starb am 15. Februar 1607 in Heitersheim und wurde in der dortigen Johanniterkirche begraben. Sein Epitaph ist erhalten und ist an der Westwand der heutigen, 1826 errichteten Bartholomäus-Kirche von Heitersheim aufgestellt.